# Tomas Oneborg
Tomas Krister Oneborg (28. března 1958 Hägersten – 29. března 2020 Stockholm) byl švédský fotograf.

## Životopis
Oneborg se narodil v Hägerstenu u Stockholmu a od roku 1986 až do své smrti byl zaměstnán jako novinářský fotograf ve Svenska Dagbladet.  Jeho snímky následků teroristického útoku nákladního automobilu ve Stockholmu roku 2017, při kterém zahynulo pět lidí, získaly v soutěži Photo of the Year druhé místo.
Oneborg zemřel ve svém domě ve Stockholmu 29. března 2020 na nemoc covid-19. Bylo mu 62 let.